# NS 6200
De serie NS 6200 was een serie stoomlocomotieven van de Nederlandse Spoorwegen (NS) en diens voorganger Maatschappij tot Exploitatie van Staatsspoorwegen (SS). Deze locomotieven waren specifiek bedoeld voor het trekken van goederentreinen.
De Staatsspoorwegen waren rond 1910 op zoek naar een sterkere locomotief voor de almaar zwaarder wordende kolentrein in Zuid-Limburg. De keus viel op een tenderlocomotief, omdat de locomotieven slechts over korte afstanden in het heuvelachtige gebied zouden rijden. Een locomotief met losse tender heeft als nadeel dat hij op de eindpunten gedraaid moet worden, om te voorkomen dat deze over langere afstanden achteruit moet rijden. De keus viel op een locomotief met de asindeling 1'D'1. In 1911 worden bij het Duitse Hohenzollern in Düsseldorf zes locomotieven besteld, welke vanaf mei 1912 worden geleverd met de nummers 1101 - 1106. Ondanks dat de locomotieven primair bedoeld zijn voor inzet op de spoorlijn tussen Sittard en Herzogenrath, worden de locomotieven ook op andere spoorlijn binnen en buiten Limburg ingezet. In 1913 volgde daarom een bestelling van 20 locomotieven (1107 - 1126) en in 1914 worden 14 locomotieven (1127 - 1140) besteld. De locomotieven vanaf de 1115 zijn geleverd met een ingebouwde oververhitter. De locomotieven 1101 - 1114 zijn later van een dergelijke oververhitter voorzien.
De locomotieven zijn voorzien van twee buitenliggende cilinders.

## Foto's

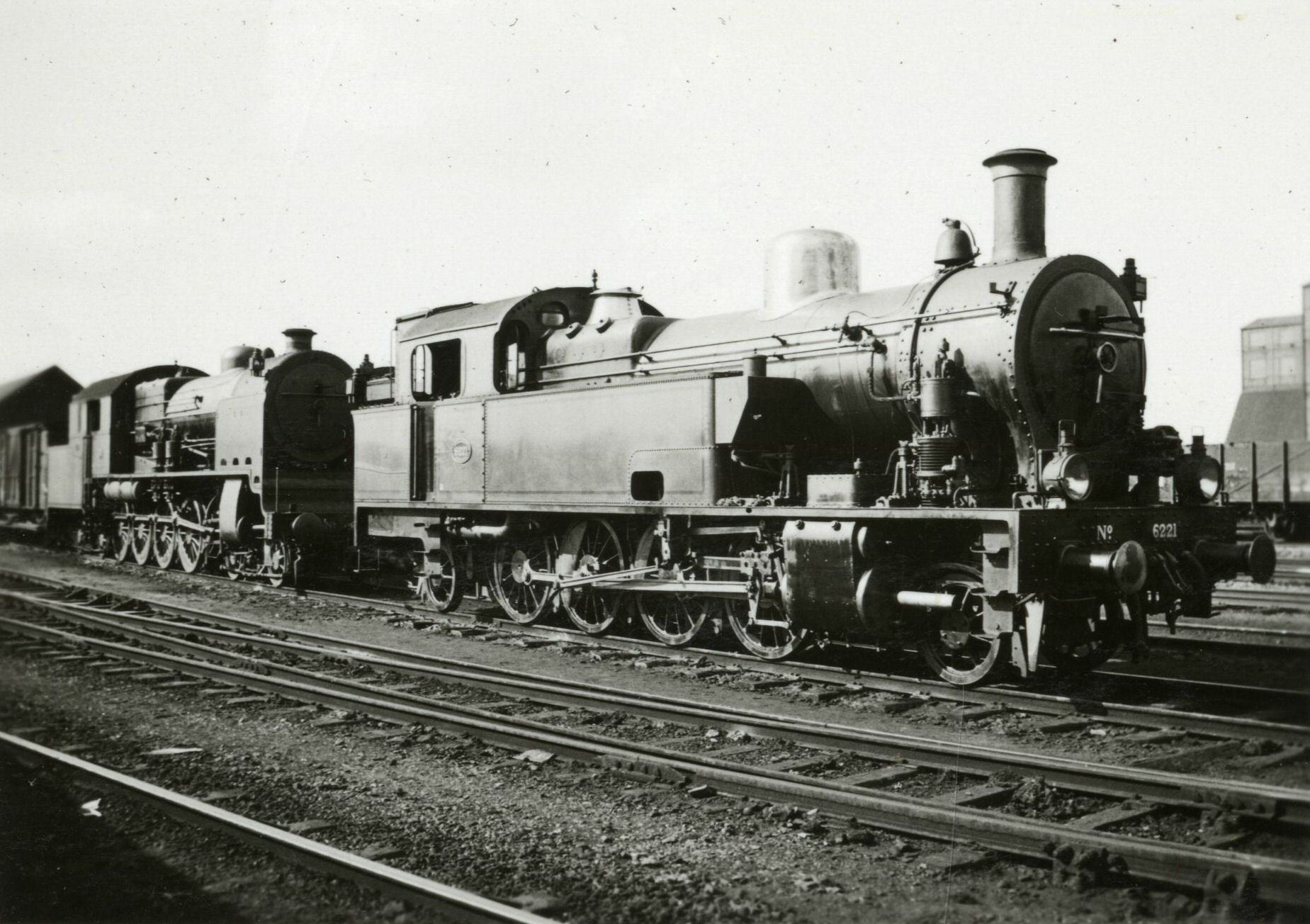
NS 6221 met een NS 6300 te Heerlen. (23-08-1938)
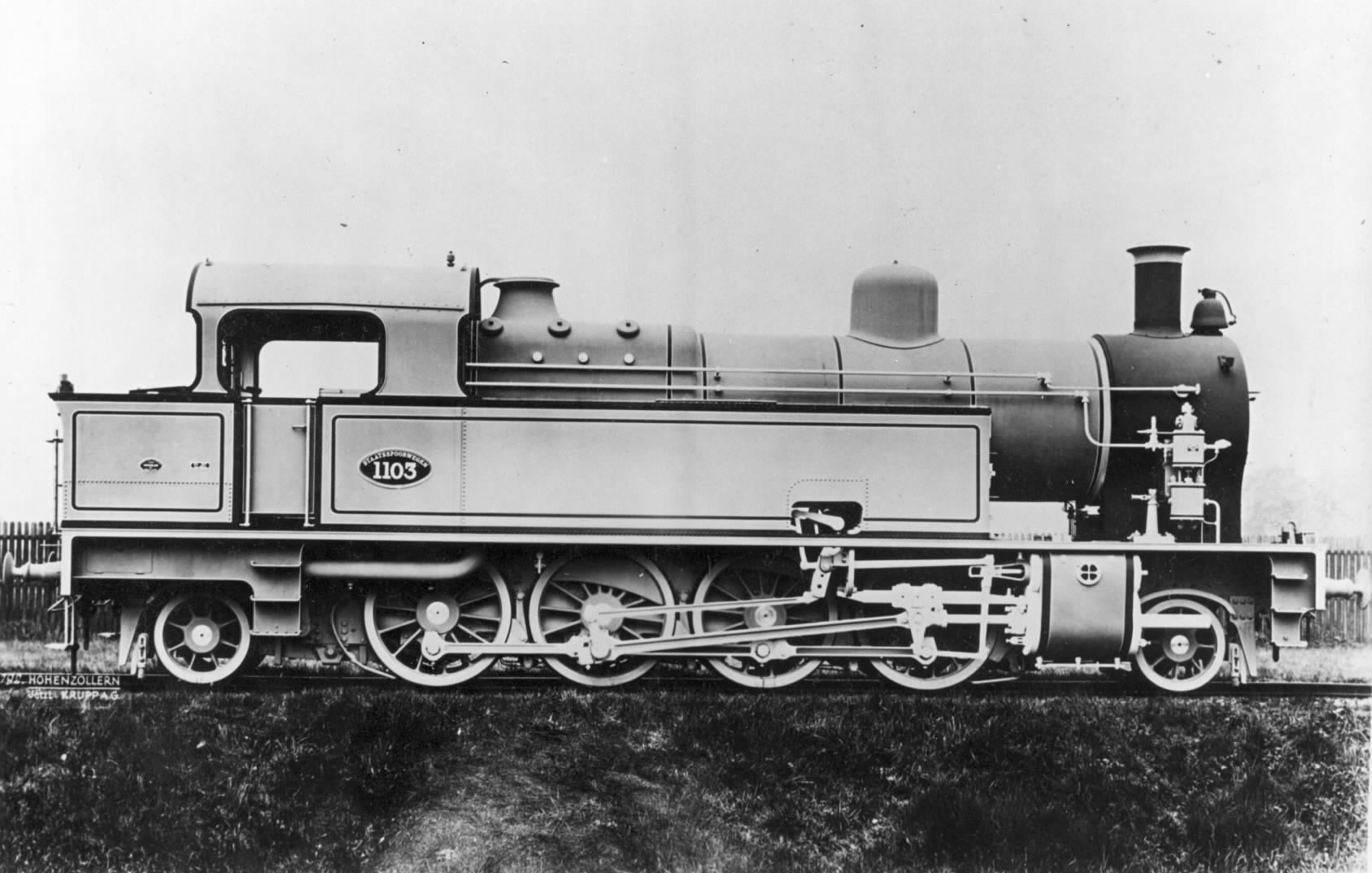
NS 6203 (1912)
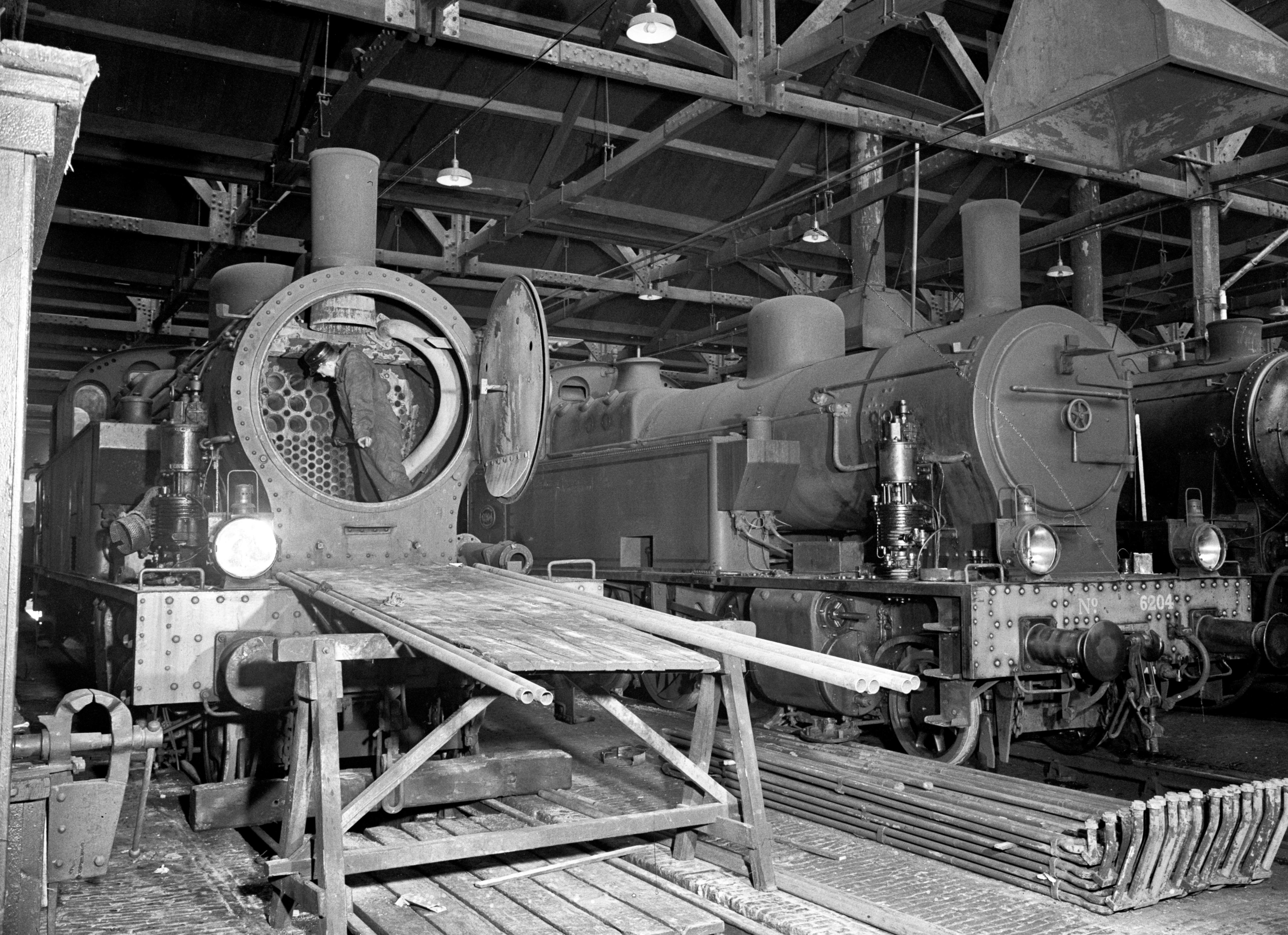
Twee stoomlocomotieven uit de serie 6200 (rechts nr. 6204) van de N.S. in de revisieloods (werkplaats) te Maastricht (11-11-1952)
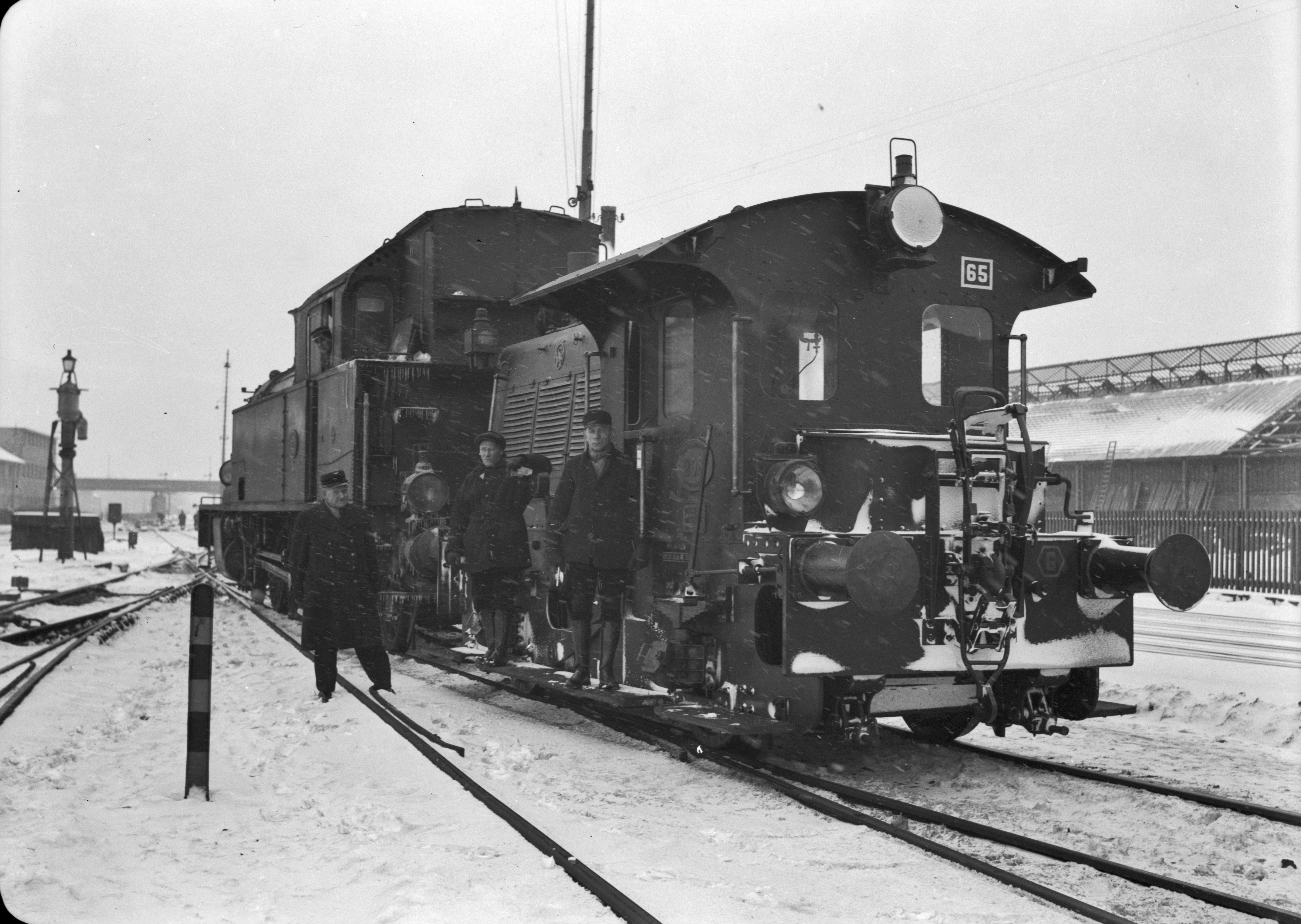
NS 6200 Met NS 208 op het besneeuwde emplacement te Heerlen (16-02-1940)
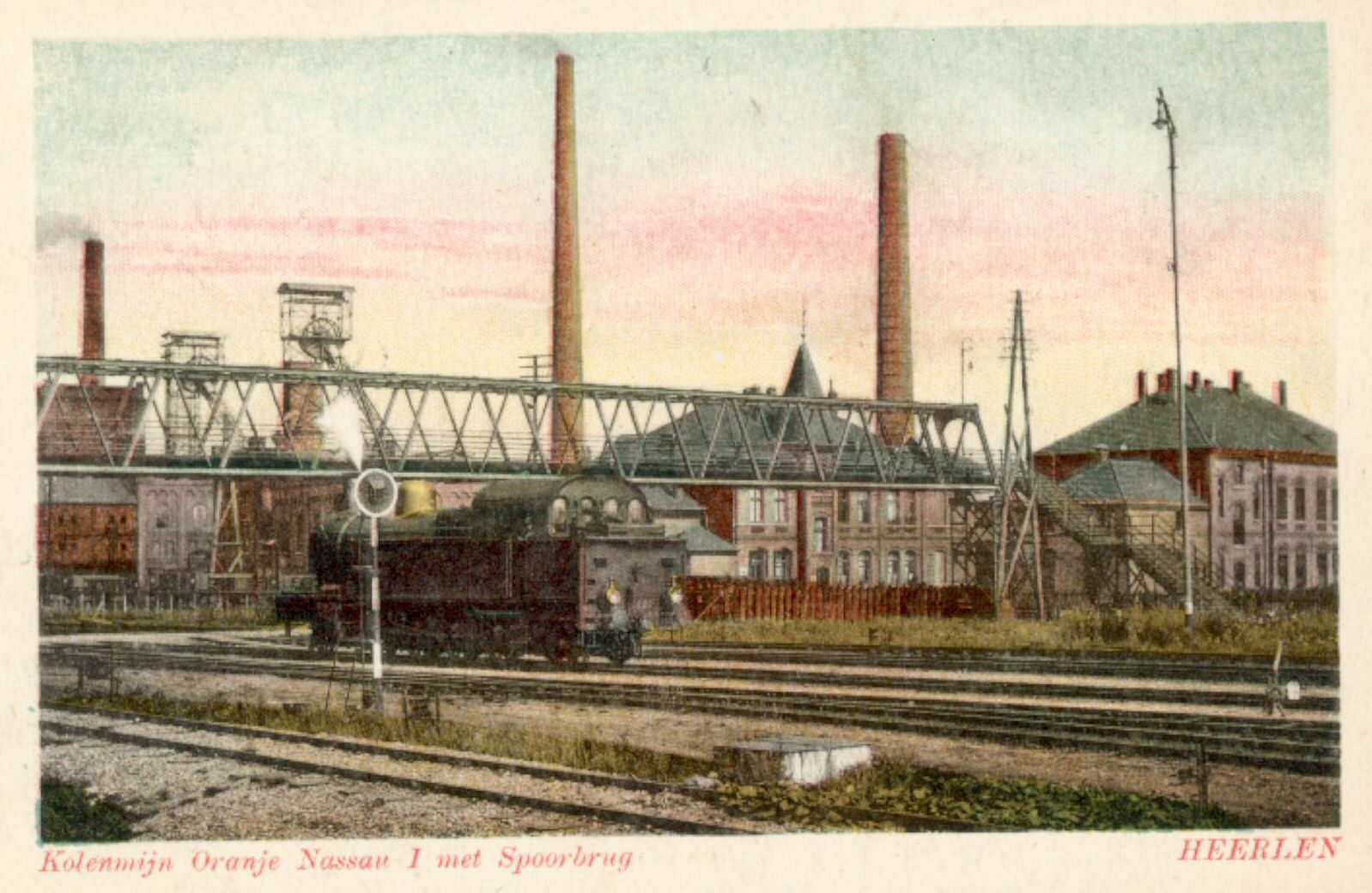
NS 6200 op mijn spoorwegemplacement te Heerlen. (Tussen 1920 en 1930)
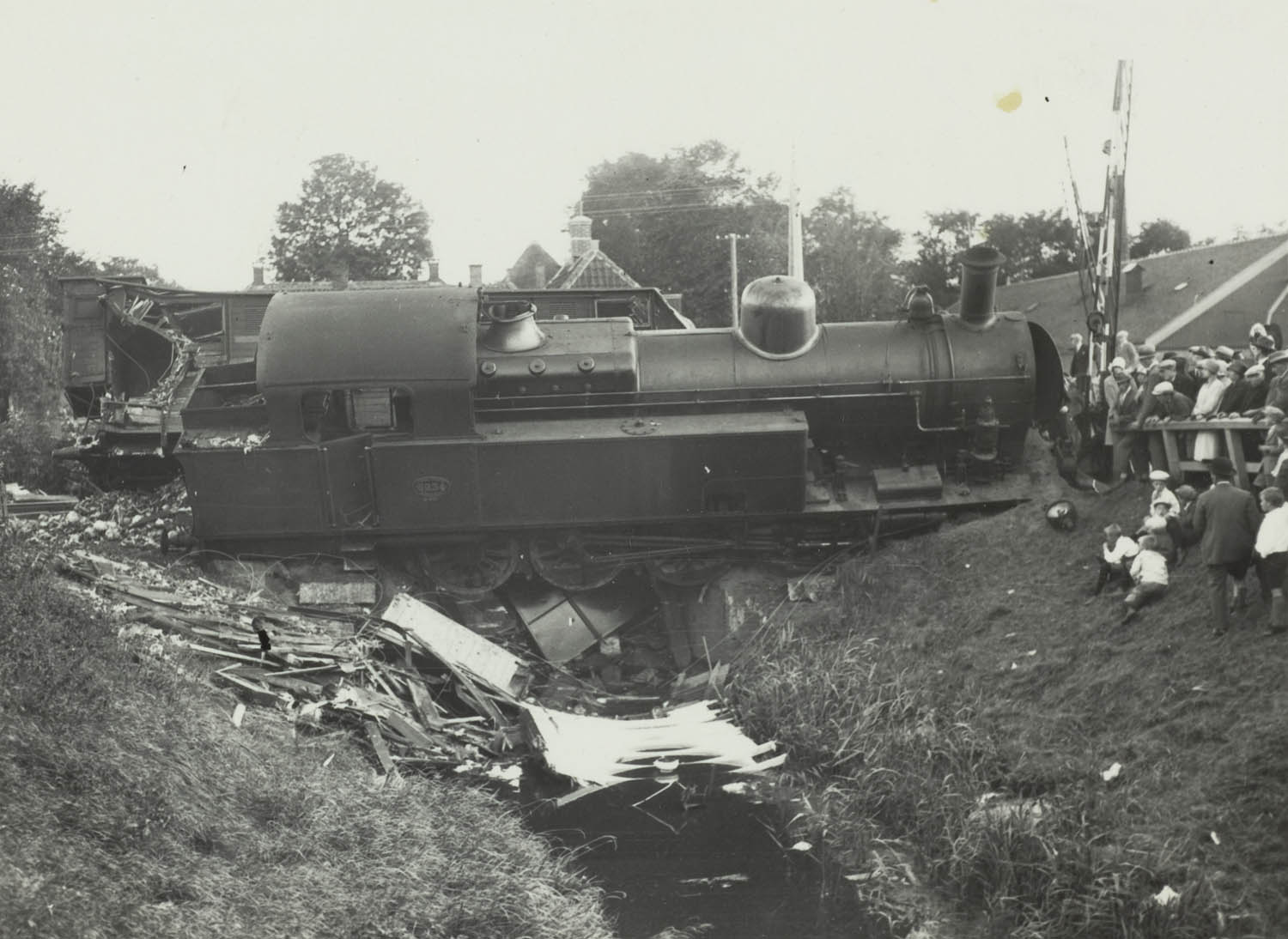
NS 6234 ontspoort na een aanrijding in 1929
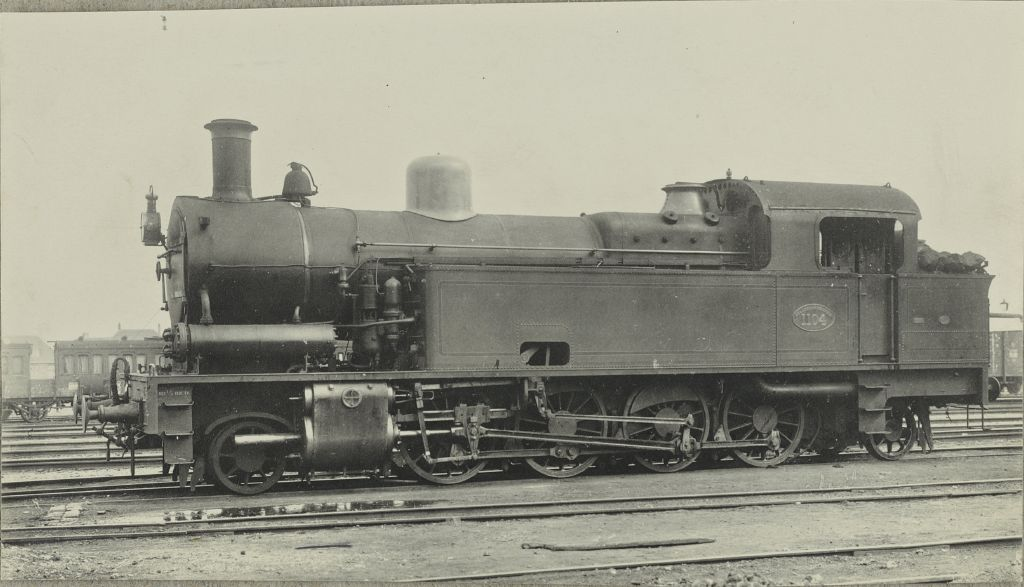
NS 6204 (1910)
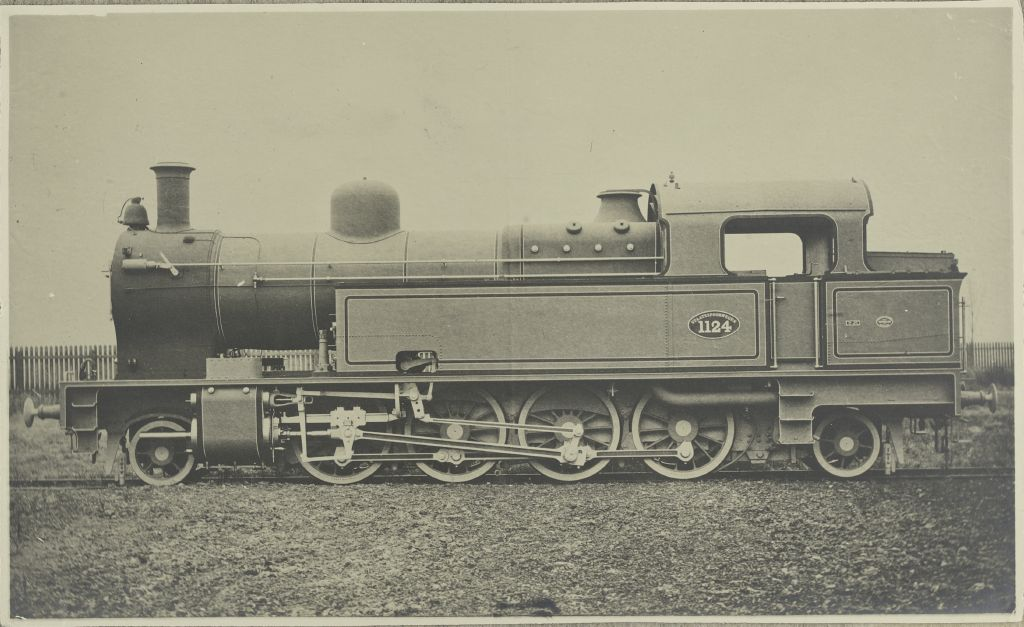
NS 6224 (1913-1914)
- Een ontspoorde NS 6200 serie (waarschijnlijk NS 6234)